# El Carmen (Norte de Santander)
El Carmen è un comune della Colombia facente parte del dipartimento di Norte de Santander.
L'abitato venne fondato da Pedro Isabel del Busto nel 1686.